# Епископ арадски Синесије
Синесије Живановић (1711 — 1768) био је епископ Арадске епархије Карловачке митрополије.

## Биографија
Родом је из Сентандреје.
Живановић је био постриженик манастира Раковца. И као владика остао је привржен раковачком братству у којем је био раније архимандрит и игуман. Као банатски владика освештао је манастирску капелу 21. јула 1752. године. Синесије је тада митрополијски егзарх и провинцијал фрушкогорских манастира. Био је у делегацији која је 1747. године у Бечу решавала питање Региментског (српског) дуга.
Посвећен је за епископа арадског 1. септембра 1751. године. Био је дијецезан Арадске епархије (1751-1768). Носио је наслов: епископ арадско-јенопољско-вел.варадинско-халмадски. Захваљујући својој великој енергији и богословској спреми успешно је штитио православце у својој епархији од унијаћења. Наводно је имао своју телесну гарду која га је бранила од насртаја непријатеља. Успео је да под своју јурисдикцију уведе цело подручје Кришане. Изградио је 1760-1763. године у Арад Гају манастир за своју епископску летњу резиденцију. Након канонске поделе Срба и Румуна у Арадској епархији тај манастир је припао Румунима. Јавља се он и као ктитор фрушкогорског манастира Врдник-Нова Раваница.
Штампао је први Србљак у Малој Влашкој, у Римнику 1761. године. Књига је носила наслов: "Правила молебнаја свјатих сербских просветитељ". Текст књиге служби српским светитељима (12) био је на новоруско-словенском језику. Коришћен је рукопис "Србљака" из 1714. године који је саставио раковачки калуђер Максим. Концепцију тог илустративног зборник осмислили су владика Синесије и сликар Стефан Тенецки, који је израдио слике светитеља у Бечу. Руси су више пута прештампавали ту књигу; први пут у Москви 1765. године. 
Владика Синесије се сматра српским књижевником јер је писао. Тако је опевао места у својој епархији; литерарно је обликовао свој извештај намењен митрополиту Карловачком. 
Поклонио је 1757. године манастиру Хиландару своје фино, израђено - резано у слоновачи епископско жезло. Оно се данас чува у манастирској библиотеци као драгоценост.